# 辛宜芝
辛宜芝（1991年6月5日—）為臺灣女子籃球運動員，場上位置為中鋒，自滬江高中畢業後透過獨招進入國立臺灣師範大學就讀，2015年佛光盃辛宜芝因為考進研究所睽違一年再次披上臺北市立大學天母校區戰袍。

## 外部連結
- 辛宜芝在Eurobasket.com（球員）（英语）